# Opening Night
Pour plus de détails, voir Fiche technique et Distribution.
Opening Night est un film américain réalisé par John Cassavetes, sorti en 1977.

## Synopsis
Myrtle Gordon est une actrice de théâtre reconnue. À l'issue d'une répétition, elle assiste à la mort d'une admiratrice hystérique, renversée par une voiture alors qu'elle regardait son idole s'en aller. La comédienne est bouleversée par cet incident. La pièce qu'elle doit jouer prochainement dans laquelle elle interprète une femme qui a perdu sa jeunesse et ce décès, la plongent dans un terrible désarroi.
Elle fait face à son angoisse devant la première de la pièce - très difficilement (elle doute et se soûle) - mais elle y arrive grâce à sa force de caractère et le soutien de toute l'équipe. Finalement, c'est un triomphe.

## Fiche technique
- Titre : Opening Night
- Réalisation : John Cassavetes
- Scénario : John Cassavetes
- Musique : Bo Harwood
- Photographie : Al Ruban
- Montage : Tom Cornwell
- Décors : Bryan Ryman
- Costumes : Alexandra Corwin-Hankin
- Production : Al Ruban
- Pays d'origine :  États-Unis
- Format : couleurs - 35 mm - mono
- Genre : drame
- Durée : 144 minutes
- Date de sortie : 22 décembre 1977

## Distribution
- Gena Rowlands : Myrtle Gordon
- John Cassavetes : Maurice Aarons
- Ben Gazzara : Manny Victor
- Joan Blondell : Sarah Goode
- Paul Stewart : David Samuels
- Zohra Lampert : Dorothy Victor
- Laura Johnson : Nancy Stein
- John Tuell : Gus Simmons
- Ray Powers : Jimmy
- Peter Falk, son propre rôle, caméo.

## Distinctions
- Festival de Berlin 1978 : Ours d'argent de la meilleure actrice pour Gena Rowlands.

## Adaptation théâtrale
En 2019, le metteur en scène français Cyril Teste revisite le scénario du film de John Cassavetes dans un spectacle éponyme, avec Isabelle Adjani, Morgan-Lloyd Sicard et Frédéric Pierrot, produit par Le Quai centre dramatique national Angers Pays de la Loire, et joué au Théâtre de Namur, au Théâtre des Bouffes du nord à Paris, en province, à Rome et à New York.
2024, Opening night, comédie Musicale avec Sheridan Smith paroles et musiques par Rufus Wainwright, mis en scène par Ivo Van Hove (Londres) au Gielgud Theatre